# تشارلز ر. سوندرز
تشارلز ر. سوندرز (بالإنجليزية: Charles R. Saunders)‏ (12 يوليو 1946)؛ روائي أمريكي.

## روابط خارجية
- تشارلز ر. سوندرز على موقع IMDb (الإنجليزية)
- تشارلز ر. سوندرز على موقع قاعدة بيانات الفيلم (الإنجليزية)